# 軒轅劍系列

軒轅劍系列，DOMO小組製作

軒轅劍系列遊戲是由台灣大宇資訊股份有限公司（以下簡稱大宇）製作發行的中文角色扮演遊戲。官方遊戲英文名稱定名為：Xuan-Yuan Sword
大宇實行小組團隊編制時，負責開發的團隊名稱為DOMO小組（中文名為多魔小組）。目前，軒轅劍單機系列由大宇資訊台北總部研發一部負責開發，軒轅劍線上遊戲系列由大宇資訊台北總部研發三部開發。
至今為止，軒轅劍系列已發表十三款角色扮演遊戲、一款回合制策略遊戲、三款網路遊戲。

## 年表
| 1990 | 軒轅劍                    |
| 1991 |                           |
| 1992 |                           |
| 1993 |                           |
| 1994 | 軒轅劍貳                  |
| 1995 | 軒轅劍外傳 楓之舞         |
| 1996 |                           |
| 1997 |                           |
| 1998 |                           |
| 1999 | 軒轅劍參 雲和山的彼端     |
| 2000 | 軒轅劍參外傳 天之痕       |
| 2001 | 軒轅伏魔錄                |
| 2002 | 軒轅劍肆 黑龍舞兮雲飛揚   |
| 2002 | 軒轅劍網路版              |
| 2003 |                           |
| 2004 | 軒轅劍外傳 蒼之濤         |
| 2005 | 軒轅劍網路版二代 飛天歷險 |
| 2006 | 軒轅劍伍 一劍凌雲山海情   |
| 2007 | 軒轅劍外傳 漢之雲         |
| 2008 |                           |
| 2009 |                           |
| 2010 | 軒轅劍外傳 雲之遙         |
| 2010 | 軒轅劍網路版 天之痕       |
| 2011 |                           |
| 2012 | 軒轅劍外傳Online          |
| 2013 | 軒轅劍陸 鳳凌長空千載雲   |
| 2014 |                           |
| 2015 | 軒轅劍外傳 穹之扉         |
| 2016 |                           |
| 2017 |                           |
| 2018 |                           |
| 2019 |                           |
| 2020 | 軒轅劍柒                  |

註：因年代久遠，以下某些作品發表日期可能不夠準確，單機遊戲以各地最先發售之日期為準，線上遊戲各地最先收費或公測之日期為準。
- 1990年10月13日 軒轅劍
- 1994年2月8日 軒轅劍貳
- 1994年11月 軒轅劍貳日文版
- 1995年1月6日 軒轅劍外傳 楓之舞
- 1998年4月24日 軒轅劍黃金紀念版（收錄軒轅劍、軒轅劍貳、軒轅劍外傳：楓之舞）
- 1999年12月4日 軒轅劍參 雲和山的彼端
- 2000年12月2日 軒轅劍參外傳 天之痕
- 2001年2月9日 軒轅伏魔錄
- 2002年8月4日 軒轅劍肆 黑龍舞兮雲飛揚
- 2002年10月1日 軒轅劍網路版
- 2004年2月6日 軒轅劍外傳 蒼之濤
- 2005年9月3日 軒轅劍網路版二代 飛天歷險
- 2006年8月4日 軒轅劍伍 一劍淩雲山海情
- 2007年12月19日 軒轅劍外傳 漢之雲
- 2010年1月12日 軒轅劍外傳 雲之遙
- 2010年8月19日 軒轅劍網路版 天之痕
- 2012年3月23日 軒轅劍外傳Online
- 2013年8月9日 軒轅劍陸 鳳凌長空千載雲
- 2014年10月14日 手機版軒轅劍天之痕
- 2015年3月26日 軒轅劍外傳 穹之扉
- 2020年10月29日 軒轅劍柒

## 單機系列
軒轅劍單機本篇系列為國產RPG歷史最悠久、最長壽的一部，迄今共有13款中華文化風格的角色扮演遊戲，分別為：
- 01 軒轅劍（簡稱軒一）
- 02 軒轅劍貳（簡稱軒二）
- 03 軒轅劍外傳 楓之舞（簡稱楓之舞、軒外。故事背景為中國東周的戰國時代。）
- 04 軒轅劍參 雲和山的彼端（簡稱軒三、雲彼。故事時間軸為中國唐朝安史之亂前，故事起點始於歐洲威尼斯。）
- 05 軒轅劍參外傳 天之痕（簡稱天之痕、軒三外。故事背景為中國隋末唐初。）
- 06 軒轅劍肆 黑龍舞兮雲飛揚（簡稱軒四、黑龍。故事背景為中國秦朝末期。）
- 07 軒轅劍外傳 蒼之濤（簡稱蒼之濤、軒四外。[4] 故事背景為中國東周的春秋時代，及一千年後前秦與東晉的淝水之戰。）
- 08 軒轅劍伍 一劍凌雲山海情（簡稱軒五、一劍。整體遊戲背景為架空世界，故事時間軸約在中國三國時代。）
- 09 軒轅劍外傳 漢之雲（簡稱漢之雲、軒五外。[5] 故事背景為中國三國時代。）
- 10 軒轅劍外傳 雲之遙（簡稱雲之遙，第二部軒五外傳，本身又由「本篇」及資料片「蘭茵篇」、「五丈原篇」（暮雲篇＋朝雲篇）三部份所構成。故事背景為中國三國時代。）
- 11 軒轅劍陸 鳳凌長空千載雲（簡稱軒六。故事背景為中國西周。）
- 12 軒轅劍外傳 穹之扉（簡稱穹之扉。故事背景為中國商朝中葉。）
- 13 軒轅劍柒（簡稱軒柒。故事背景為中國新朝。）

第一款作品名為軒轅劍，其後推出了第二款作品軒轅劍貳對第一款中未交待清楚事項進行補充。其後推出的軒轅劍外傳 楓之舞為本篇系列第一款外傳，之後的軒轅劍參 雲和山的彼端及軒轅劍參外傳 天之痕確立了軒轅劍本篇系列的命名原則，即每次均前後發表兩個作品，一為正傳，名稱至今為止均為軒轅劍加一個大寫中文數字再加上一個標題組成，如「軒轅劍肆 黑龍舞兮雲飛揚」；一為外傳，格式至今為止均為軒轅劍外傳加上一個形式為某之某的短語，如「軒轅劍外傳 蒼之濤」。在網路交流中，網友們經常使用簡稱，一般將正傳作品簡稱為「軒轅劍X」或「軒X」，外傳作品則直接簡稱為「X之Y」。
正傳與外傳比較明顯的分野是外傳是直接使用正傳的引擎並加以改良、配合故事背景使用，同時故事也會在某些層面上與正傳有關係，例如楓之舞使用二代引擎改良版，而二代人物壺中仙亦有登場；天之痕使用三代引擎改良版，前代人物李靖與妮可在這代中亦有登場；蒼之濤使用改良過的四代引擎，疾鵬則在故事中出來串場；而漢之雲與雲之遙中，身為五代要角的皇甫暮雲在這兩作中都是主角級角色，並與軒伍共同組成一部「軒轅劍伍三部曲」。
軒轅劍本篇系列自軒轅劍參開始也發佈簡體中文版本，之前的作品只有正體中文版本。

### 發展簡史

#### DOS時期
DOMO 小組在1990年發佈了軒轅劍系列的第一款DOS遊戲「軒轅劍」，該作品是第一款中文武俠角色扮演遊戲，在當時引起了不小的轟動。這一款軒轅劍在開發過程中，出現了一個小插曲。即主創人員需要去服兵役，在當時DOMO小組僅有兩人，導致此遊戲的劇情僅為完整劇情的一半，四年兵役後發佈的「軒轅劍貳」算是一個補完計畫，對「軒轅劍」的劇情進行補充說明，軒轅劍貳並於出品後不久首度改為日文版輸出至日本，創下臺灣PC遊戲界首例。
軒轅劍貳的角色名稱並未沿用一代襲自倩女幽魂的角色名稱，而以何然（一代：燕赤霞）、江如紅（一代：小倩）、楊坤碩（一代：寧采臣）取代之，並加入前代未曾出現的角色古月聖。亦增加了本系列最出名的「煉妖」系統，「煉妖壺」由此開始成為本系列的第二重心，而軒轅劍「中國水墨畫風」的特色亦在這一作品中確立。
DOMO小組在其後發佈的楓之舞算是軒轅劍歷史上一個非常重要的作品。它開創了軒轅劍外傳系列，也引入了機關術等對之後的軒轅劍作品影響非常深遠的元素。植根于中國墨家文化，使這款作品廣受讚譽，這一特色也被DOMO小組作為軒轅劍系列的特色發揚光大。

#### 2D時期
1999年《軒轅劍參：雲和山的彼端》距上一款軒轅劍作品有四年之久，因此有了充分的時間來編寫劇情。遊戲以西元750年為時代背景，以身世神秘、擁有東方血統的法蘭克王國騎士賽特為主角，橫跨歐亞非三大州，劇情涉及擴張期的阿拉伯阿拔斯王朝和天寶年間的中國唐朝，涉及怛羅斯之戰、安史之亂等歷史事件，視角之宏大在中文電腦遊戲中頗為罕見。遊戲一經推出就引起了轟動；一年後，以隋煬帝統治時期為背景的「軒轅劍參外傳天之痕」同樣引起了極大的轟動，「軒轅劍」與「仙劍奇俠傳」這兩款作品為大宇和DOMO小組贏得了無數的殊榮和獎項。正傳氣勢恢宏，外傳催人落淚，相得益彰，故至今仍有人認為此為平面中文角色扮演遊戲巔峰之作。這也是軒轅劍本篇系列最後兩款平面的作品，水墨畫的中國風被DOMO用到了極致，甚至有些地圖是直接使用整版的水墨畫，此兩款遊戲的背景音樂也有較高成就。因《軒轅劍參外傳：天之痕》與《軒轅劍外傳：楓之舞》的巨大成功，也成為讓人討論最多的一代，後續因為外傳都是以正傳引擎為基準而加以改良，也被人戲評為軒轅劍正傳不如軒轅劍外傳。

#### 3D時期
也許是軒轅劍叁過於成功的原因，軒轅劍肆沒有得到前一代作品那樣廣泛的的認可和讚譽，但作為軒轅劍正傳系列第一款立體的遊戲(第一款立體的軒轅劍遊戲為軒轅伏魔錄)，對軒轅劍系列來說也有比較重要的意義。遊戲的劇情緊接在《楓之舞》之後，機關術也再次回到遊戲當中。軒轅劍肆選擇的歷史時期為秦初，有延續《楓之舞》的風韻。然而本作被批評的比較多的地方是因為第一次使用3D，導致「迷宮過大」容易使人迷路，且劇情上後半段有很明顯的斷層，使得前後劇情不太容易接起來。不過作為軒轅劍正傳的第一款立體的遊戲，DOMO小組也有意進行了一些嘗試，如詼諧的對白、搞笑的法寶和玩家能「搭建房屋生產」的天書，加上第一次使用女性作為第一主角，以及主角有機會「操控機關坐騎」戰鬥，成為了系列一大突破；雖然後半劇情過急但劇情的深度也沒有因而減淡。
從軒轅劍肆開始，軒轅劍開始製作精美的CG作為新的特色，多魔映畫(DOMO Movie)這個名字也開始進入大家的視野。
在軒轅劍肆後發佈的《蒼之濤》成為了軒轅劍系列中又一部經典，氣勢極為磅礴，和提供的不同歷史視角觀點，是這一款軒轅劍的特色。遊戲的結局也被評為「最具歷史深度」的結局。吸取上一部的教訓，《蒼之濤》中雖然也使用了兩個女性主角，但性格都刻畫得較為成功、鮮活。劇情的歷史深度使這款遊戲廣受讚譽，並且獲得臺灣與中國大陸相當多的遊戲大獎肯定。
軒轅劍伍首次擺脫歷史的包袱，遊戲背景為「山海界」，新的隊伍系列令參與戰鬥的夥伴成為歷代最多，包含主角有十五位角色能參與戰鬥，然而卻被批評主角群以外夥伴劇情薄弱，戰鬥實用性低等等。但山海界各種族的城鎮及人物設計，以及後段劇情和隱藏結局則備受讚賞。
後來推出外傳《漢之雲》，以三國時代為背景，遊戲顛覆了諸葛亮傳統認知的形象被視為一大破格，主角感情線的最後結局亦受到玩家討論。
及後伍代再推出另一外傳《雲之遙》，令「軒轅劍伍、漢之雲、雲之遙」成為「伍代的三部曲」，《雲之遙》的時間線為伍代的「三部曲之首」，以與《漢之雲》截然不同的視點描述三國時代，不少系統例如戰鬥系列出作了改良。而由於遊戲資金問題，整個遊戲拆分為幾篇，當中本篇普遍被認為劇情太短，不少謎團未解開，但夥伴支線劇情非常豐富；後來「蘭茵篇」推出後好評如潮，不但劇情緊湊感人，亦串連起前幾代的劇情，解開了本篇的謎團；至於另外的「五丈原篇」分為「暮雲篇及朝雲篇」讓玩家以不同視點經歷五年後故事。
然而，軒轅劍系列其實在進入第五代後，碰上更多問題：盜版的猖獗、玩家群大量轉向線上遊戲，因而單機版軒轅劍的「賣量一直不高」，外加軒轅劍在五代嘗試的轉型不被一些從以前一路玩下來的玩家接受，導致軒轅劍作為「賣點的劇情」不僅逐漸變的越來越艱深，且也不太能吸引新玩家群，外加軒轅劍的製作人力到雲之遙時越來越吃緊，終於導致軒轅劍單機系列在外傳雲之遙推出後「暫時」停止後續單機新作的開發。然而2011末，开始有轩辕剑陆的消息传出，称已经立项。2012年1月4日，蔡明宏在微博上称时代背景为商周；軒轅劍系列終於又再重新出發。
軒轅劍陸於2013年推出後,其外傳《穹之扉》亦於2015春季於两岸推出。
2017年4月25日，大宇资讯通过其官方微博官方宣布，已与Epic Games展开合作，取得《轩辕剑》系列新作游戏引擎之开发授权，将采用虚幻4作为游戏引擎。轩辕剑系列单机续作的开发由此进入一个新的阶段。9月5日，轩辕剑官方微博宣布系列最新续作《轩辕剑柒》正式立项。2020年10月29日於steam及PS4上推出，但口碑、銷量皆不佳，大宇官方承認近幾年來慘賠上億。
2024年5月14日，大宇資訊透露其有意出售《仙劍奇俠傳》以及《軒轅劍》IP版權，5月24日「軒轅劍之父」蔡明宏宣布離職。
2024年9月11日，大宇資訊宣布《軒轅劍》全球 IP 擬轉讓予歡動（香港）科技有限公司，交易金額為美金 1,045 萬元，合新台幣約 3 億餘元。

## 遊戲內容
世界觀設定
- 早先在《軒轅劍》第一作時，故事基調是作為「中國式的奇幻」而創作的，因此場景設計上軒轅劍一與二都是以模糊時代的方式創作。
- 《楓之舞》之後，首度加入歷史背景，此後成為軒轅劍重要特色。由於此為中途加入之特色，導致以年表來看，《軒轅劍》一、二代場景、風格、文物皆常出現不符合戰國之前該出現之文物（如佛教、茶葉、紙張、印刷書）。現今對於軒轅劍系列作「劇情必與中國歷史有關」的印象，實為《楓之舞》時期，與戰國歷史掛勾受好評而始，而系列作最有人氣的《軒轅劍參》又採用安史之亂作為背景年代，《天之痕》以隋末亂世為背景，因而形成現有的既定印象。

劇情設定
- 劇情上，《軒轅劍》也和許多中國式風格的遊戲不同，武俠遊戲的要素在軒轅劍中不容易看到，而大宇另一部作品仙劍奇俠傳的「戀愛」題材在《軒轅劍》劇情中很少是主軸（但在《漢之雲》、《雲之遙》等作當中也佔據不小的比重）。
- 《軒轅劍》的劇情探討的多半是集中在一個中心主題，如第一代與《蒼之濤》的種族問題、《軒轅劍參》的尋求王道、《天之痕》的友情、《軒轅劍肆》四的科技與野心、《軒轅劍伍》的成長、《漢之雲》的大義與蒼生、《雲之遙》的羈絆與宿命……等，但也因此，軒轅劍的故事亦常得到「沉重」的評價。從《天之痕》開始，軒轅劍便開始逐步豐富自己的世界觀設定，但某些設定也影響了軒轅劍後來作品的發揮開放性，使得《軒轅劍》系列在劇創方面稍顯被動。

戰鬥系統
- 在遇敵方式上，《軒轅劍》的戰鬥是採用隨機步數遇敵的暗雷設定，因而在迷宮中不會直接看到敵人。但自《穹之扉》開始改為明雷遇敵。
- 在戰鬥系統上，《軒轅劍》戰鬥系統各代基本上不會相差太多，但也沒有像《傳奇系列》一樣變成一種專用系統。不過自《穹之扉》開始採用即時戰鬥，《軒轅劍柒》更是進化成ARPG
- 自《軒轅劍貳》起，「煉妖壺」煉化系統在許多系列中多次出現。

畫面風格
- 從《軒轅劍貳》開始，戰鬥背景就出現了水墨畫的風格，具有濃厚的中國風味。往後的軒轅劍在設定畫面時，基本上亦以維持水墨風格的畫面為大方向。
- 《天之痕》首度出現全以水墨畫作為場景的設定，開時代之先。
- 自《軒轅劍肆》進入3D時代以後，因為引擎技術等等的關係，水墨表現顯得比較不自然，評價不一。
- 《軒轅劍柒》為系列首次採用寫實風，不過選單介面及部分過場動畫仍以水墨風呈現。

音樂風格
- 《軒轅劍》配樂製作上，主要以管絃樂等西方樂器作出中國味道為主，但也並非絕對，而是會根據該場景的風格、劇情的需要製作音樂。
- 從《軒轅劍參》起，戰鬥曲的曲風多以搖滾風格，適度搭配中國民族樂器為主。
- 在《軒轅劍肆》中，在音樂製作上第一次增加了雅樂的要素，成為《軒轅劍》音樂特色之一。

場景地圖
- 《軒轅劍》所有作品的場景都分為「大地圖場景」和「地點場景」兩種。「地點場景」是細緻的表現一座城市或一片森林、山嶺、古墓，且通常都不大。一般而言，除了迷宮以外，很少會有地點場景的地圖用到三四張地圖(城鎮的民房等不算)，迷宮的話一般則也不超出五張地圖。從地點場景出來後即進入「大地圖場景」，大地圖場景一般是整片地區的地形圖，用一座建築或某個標誌象徵性地表示其連接的城郊場景。兩種場景中，除了城市地圖，其他都有遇敵可能。
- 一般只有郊區，地下室，古墓等場景會設計成迷宮形式。《軒轅劍》系列的迷宮一般都比較簡單，有些支路很短，能輕易一眼辨出；而長的支路末端，一般都會有寶箱給玩家物品獎勵，是其特色。
- 《軒轅劍肆》之後的作品，由於場景3D化，開發者加入了遊戲地圖，輔助行路，也因為範圍變大，因此出現了特大地圖，也就是以一個地圖來標示地區，點選地區後進入該區大地圖的設定，但六代中則將特大地圖取消，角色可直接在大地圖上行動，也加入能夠快速移動的坐騎系統。
- 《漢之雲》中，由於場景分佈較偏重於漢中地區，因此除了特大地圖以外，只有漢中地區、五丈原有「中地圖」設定，其他地區則是直接由「大地圖場景」進入地點場景。同樣的，在《雲之遙》中，由於場景多集中於曹魏統治之區域，故只有長安近郊以及洛陽近郊有「中地圖」設定。
- 《雲之遙》之前，地圖上不會標示每個景點的名稱，但在這之後則加入了顯示名稱的設定，另外也會在中地圖或大地圖上提示主線劇情的進行地點。
- 《軒轅劍柒》則是採用了無縫地圖，各場景是相連的，彼此之間可利用「石敢當」進行傳送。

支線任務
- 由於《軒轅劍》主線連接性較強，因此並不像部分遊戲是以接任務作為主線延伸的方式，大部分支線任務也不會特別提示。

特色內容
本節僅列出所有在在一款以上的軒轅劍遊戲中出現，且在同時期沒有其他同類遊戲具有的特色內容。
DOMO工作室
- DOMO工作室是軒轅劍本篇系列各款遊戲中的一個特殊場景，顧名思義，是製作的DOMO小組成員們登場與玩家互動的場景。從二代起，除了戰略版的《軒轅伏魔錄》未出現外，每一作都會登場，場景的風格也會刻意做的與遊戲通常的場景風格很不一樣。
- 自三代開始，在DOMO工作室中，成員們不以真名示人，而是以成員的暱稱作為名字，形象也是根據外號千奇百怪，例如蔡魔頭（即「軒轅劍之父」蔡明宏）、小狐狸（《軒轅劍伍》～《雲之遙》製作人呂志凱）、大毛獸（自《軒轅劍參》開始負責劇情配樂、在《天之痕》至《軒轅劍陸》的這段時間內兼任編劇的吳欣叡）等。在《天之痕》裡古月仙人和然翁還偷偷暗示稱他們為「老祖宗」。

指路道具
- 指路道具有不同的名字和表現形式，如「冥界指標」、「指向傀儡」等，但功用和使用方式都是一樣的。即在迷宮中使用可以避免迷路，使用後會在當前位置出現一個記號標識位置和方向。一般而言，可以利用這些東西標識哪些道路已經走過，避免在迷宮中繞圈圈，此類道具放置後可以隨時隨地回收。
- 似乎是因為使用頻率偏低且迷宮已經不再大型、複雜化，五代系列後該類型道具並未登場。

拆除寶箱
- 從《軒轅劍肆》開始加入的特色。
- 搭配《軒轅劍肆》中登場的天書系統，《軒轅劍肆》寶箱可以拆除並轉換為天書系統使用的資源。由於該設計頗受好評，因此除了直接繼承《軒轅劍肆》遊戲引擎的外傳《蒼之濤》外，後來的系列作中也以不同方式保留了可以拆除寶箱的特色。
- 不過《軒轅劍柒》並不能拆除寶箱，原因不明。

## DOMO小組
DOMO小組是「軒轅劍」系列所有作品的開發團隊，在早期《軒轅劍》作品開發中，大宇實行小組團隊編制，負責開發團隊的名稱為「DOMO小組」，然而隨著時代的改變，在《軒參》的製作後期（約1999年時）大宇調整了內部的組織架構，為了充分運用人力資源，所以打散了原來的小組編制，合併成一個開發部門，並且改走專案制度。但習慣上仍把負責「軒轅劍」專案的人員們稱為「DOMO小組」。
DOMO這個名字源自於日文的「友」字，發音為（tomo）。
團隊的核心人物蔡明宏取此名字意為團隊中各位成員都是朋友，沒有高低等級之分。因為在早期，電腦遊戲的開發中通常只會掛上程式設計師名字，而負責撰寫程式的蔡明宏卻不願凸顯個人，認為要完成一款遊戲必須是一個團隊的通力合作，過度凸顯個人只會讓團隊難以運作。故而堅持只要是團隊做出來的作品，都必須掛上「DOMO小組」的名字。這也讓DOMO小組漸漸的成為一個金字招牌、票房保證。
有趣的是，之後所開發出來的《軒轅劍網路版2 飛天歷險》的英文名稱為 Dream Of Mirror Online，縮寫為正好也是 DOMO。

## 獲獎情況
- 軒轅劍貳

- 1995 CEM STAR電腦育樂多媒體展　國內自製角色扮演

- 軒轅劍參 雲和山的彼端

- 1998 電腦玩家電腦遊戲金像獎　讀者票選最佳國產遊戲
- 1998 電腦玩家電腦遊戲金像獎　最佳美術
- 2000 春節電腦展暨多體展千禧GAME STAR遊戲選拔 最佳角色扮演類獎

- 軒轅劍參外傳 天之痕

- 2000 電腦玩家第四屆遊戲金像獎　編輯評選最佳導演 郭炳宏
- 2000 電腦玩家第四屆遊戲金像獎　讀者票選最佳國產遊戲
- 2000 電腦玩家第四屆遊戲金像獎　最佳國產遊戲
- 2001 春節電腦展暨多體展千禧GAME STAR遊戲選拔 最佳角色扮演類獎

- 軒轅劍肆 黑龍舞兮雲飛揚

- 2003 GAME STAR遊戲之星選拔　最佳角色扮演遊戲
- 2003 GAME STAR遊戲之星選拔　最佳美術設計 郭炳宏
- 2003 GAME STAR遊戲之星選拔　最佳動畫設計 林克敏
- 2003 GAME STAR遊戲之星選拔　最佳遊戲企劃 鮑弘修
- 2003 GAME STAR遊戲之星選拔　最佳製作人獎 郭炳宏
- 2003 GAME STAR遊戲之星選拔　最佳國內單機遊戲
- 2003 GAME STAR遊戲之星選拔　年度大賞
- 2004 中國十大最受歡迎單機遊戲

- 軒轅劍外傳 蒼之濤

- 2004 中國十大最受歡迎單機遊戲
- 2004 臺灣優質數位內容產品獎
- 2004 電腦玩家第七屆遊戲金像獎 年度最佳自製遊戲
- 2004 電腦玩家第七屆遊戲金像獎 最佳遊戲製作人 賈卓倫
- 2004 電腦玩家第七屆遊戲金像獎 最佳遊戲劇本 吳欣叡
- 2004 電腦玩家第七屆遊戲金像獎 最佳遊戲動畫
- 2004 電腦玩家第七屆遊戲金像獎 網路票選獎項-玩家票選單機自製遊戲

- 2005 GAME STAR遊戲之星選拔 專家評審獎 【最佳企劃獎】陳泓諭
- 2005 GAME STAR遊戲之星選拔 專家評審獎 【最佳美術設計獎】王福生、陳盈君
- 2005 GAME STAR遊戲之星選拔 專家評審獎 【最佳配樂音效獎】吳欣叡、曾志豪、謬思特音樂工作室
- 2005 GAME STAR遊戲之星選拔 專家評審獎 【最佳程式設計獎】呂志凱、吳僅征
- 2005 GAME STAR遊戲之星選拔 專家評審獎 【最佳動畫獎】林克敏、李偉程、陳正宇

- 軒轅劍伍 一劍凌雲山海情

- 2007 GAME STAR遊戲之星 年度大獎
- 2007 GAME STAR遊戲之星 專家評審最佳單機遊戲
- 2007 GAME STAR遊戲之星 最佳美術設計獎
- 2007 GAME STAR遊戲之星 最佳動畫獎
- 2007 GAME STAR遊戲之星 最佳配樂音效獎
- 2007 GAME STAR遊戲之星 玩家票選最佳單機遊戲銀獎

- 軒轅劍外傳 漢之雲

- 2008 巴哈姆特遊戲大賞 年度最佳國產遊戲 銅賞
- 2008 GAME STAR遊戲之星 玩家票選最佳單機遊戲 金獎
- 2011 中國十大最受歡迎單機遊戲

- 軒轅劍外傳 雲之遙

- 2010 巴哈姆特遊戲大賞 人氣單機遊戲 金賞
- 2010 巴哈姆特遊戲大賞 人氣國產遊戲 金賞
- 2010 網路遊戲金像獎 PC單機遊戲 銀獎
- 2011 GAME STAR遊戲之星 玩家票選最佳單機遊戲金獎
- 2012中國遊戲產業年會【遊戲十強】盛典-2012年十大最受歡迎單機遊戲：軒轅劍外傳-雲之遙資料片 蘭茵篇

- 軒轅劍陸 鳳凌長空千載雲

- 2013年度中国游戏产业年会十大最受欢迎的单机游戏

- 轩辕剑外传 穹之扉

- 2016 GAME STAR游戏之星（游戏之星选拔赛）最佳单机游戏金奖

## 衍生作品
軒轅劍系列遊戲2000年在本篇系列得到轟動效應後，很快就推出了衍生作品。2001年發售的衍生作品軒轅伏魔錄是系列作中現今唯一一個回合制策略遊戲；來年推出了軒轅劍網路版，將系列作拓展到網路遊戲領域。
《軒轅劍網路版二代：飛天歷險》亦開展了日本版的公開測試，並預計將於北美、歐洲、泰國、印尼等地展開測試。除了電腦遊戲及攻略本，大宇亦有授權其他公司出版軒轅劍的週邊產品，包括漫畫、畫冊、攻略、配樂集和小說等。

### 電視劇
軒轅劍之天之痕，
2012年7月6日於湖南衛視首播，改編自《軒轅劍叄外傳 天之痕》 。由大宇資訊與唐人電影合作改編。

軒轅劍之漢之雲，2017年8月8日東方衛視首播，改編自《軒轅劍外傳 漢之雲》。由上海新文化集團、大宇資訊、樂漾影視三方合作改編。

### 電視動畫
《軒轅劍·蒼之曜》，2017年預定放映，東京電視台與臺灣共同出品，由Studio DEEN製作；後延期至2018年上映。

## 外部連結
- 軒轅劍官方FB粉絲團 （页面存档备份，存于）
- 蔡明宏(蔡魔王)軒轅劍製作人FB粉絲團
- 蔡明宏(蔡魔王)軒轅劍製作人新浪認證微博 （页面存档备份，存于）